# Amszterdami mozaik
Az Amszterdami mozaik (eredeti cím: The Paradise Suite) 2015-ben bemutatott holland film, amelyet Joost van Ginkel rendezett és írt.
A producerei Jeroen Beker és Ellen Havenith. A főszerepekben Isaka Sawadogo, Anjela Nedyalkova, Magnus Krepper, Jasna Đuričić és Erik Adelöw láthatók. A film zeneszerzői Alexander Doychev és Bram Meindersma. A film gyártója a PRPL, forgalmazója a September Film. Műfaja filmdráma. 
Hollandiában 2015. október 29-én mutatták be a mozikban. Magyarországon az HBO mutatta be.

## Szereplők
| Szereplő          | Színész              | Magyar hang        |
| ----------------- | -------------------- | ------------------ |
| Yaya              | Isaka Sawadogo       | Papucsek Vilmos    |
| Jenya             | Anjela Nedyalkova    | Csuha Bori         |
| Stig              | Magnus Krepper       | Kőszegi Ákos       |
| Seka              | Jasna Đuričić        | Menszátor Magdolna |
| Lukas             | Erik Adelöw          | Gergely Attila     |
| Julia Lindh Åberg | Eva Röse             | Pálfi Kata         |
| Jack              | Reinout Bussemaker   | Hirtling István    |
| Ivica             | Boris Isaković       | Törköly Levente    |
| Angele            | Babetida Sadjo       | Pap Katalin        |
| Nkono             | Andre Dongelmans     | Gacsal Ádám        |
| Nikoleta          | Anna-Maria Nikolaeva | Berkes Boglárka    |
| Gergana           | Silvia Petkova       | Czető Zsanett      |
| Inges             | TBA                  | Papp Dániel        |
| Feleség           | TBA                  | Sallai Nóra        |
| Mama              | TBA                  | Szabó Éva          |